# Jean Yang
Pour les articles homonymes, voir Yang.
Jean Yee Hwa Yang est une statisticienne et universitaire australienne, connue pour son travail sur la réduction de la variance pour les microréseaux (en), et pour déduire des protéines à partir de données de spectrométrie de masse. Elle est professeure à l'École de mathématiques et de statistiques de l'université de Sydney depuis 2005.  

## Formation et carrière
Jean Yang fait des études de mathématiques et de statistiques à l'université de Sydney, dont elle est diplômée en 1996. Elle travaille pendant six mois à l'Organisation de recherche scientifique et industrielle du Commonwealth, puis poursuit ses études à l'université de Californie à Berkeley où elle obtient un master en statistiques en 1999 puis réalise une thèse en statistiques, intitulée Statistical methods in the design and analysis of gene expression data from cDNA microarray experiment (Méthodes statistiques dans la conception et l'analyse des données d'expression génique de l'expérience de puces à ADNc), supervisée par Terry Speed en 2002,.  
Elle fait des recherches postdoctorales en biostatistique et bio-informatique avec Mark R. Segal à l'université de Californie à San Francisco, où elle est nommée professeure adjointe en 2003. En 2005, elle revient à l'université de Sydney où elle est nommée professeure,. 
Elle est rédactrice adjointe de la revue BMC Bioinformatics depuis 2010 et occupe la même fonction dans la revue Biostatistics, de 2005 à 2009.

## Prix et distinctions
- 2015 : lauréate de la médaille Moran de l'Académie australienne des sciences pour ses « contributions importantes au développement d'une méthodologie statistique pour l'analyse des données moléculaires issues de la recherche biomédicale contemporaine »[4].
- Elle est conférencière plénière à l'International Conference on Bioinformatics (2014), au congrès de la Société biométrique internationale, qui se tient à Kingscliff, en Nouvelle-Galles du Sud (2017) et en 2018, au congrès joint de la New Zealand Statistical Association et de l'Operations Research Society of New Zealand[1].

## Publications
- Sandrine Dudoit et al., « Statistical methods for identifying differentially expressed genes in replicated cDNA microarray experiments », Statistica Sinica, vol. 12, no 1,‎ 2002, p. 111–139 (JSTOR 24307038, MR 1894191).
- Robert C. Gentleman & al., « Bioconductor: open software development for computational biology and bioinformatics », Genome Biology, vol. 5, no 10,‎ 2004, R80 (PMID 15461798, DOI 10.1186/gb-2004-5-10-r80) (PMC=545600).
- avec Terence P. Speed, « Design issues for cDNA microarray experiences », Nature Reviews Genetics, vol. 3, no 8,‎ 2002, p. 579–588 (PMID 12154381, DOI 10.1038/nrg863).
- Sandrine Dudoit et al., « Normalisation for cDNA microarray data: a robust composite method adressing single and multiple slide systématique variation », Nucleic Acids Research, vol. 30, no 4,‎ 2002, e15 (PMID 11842121, DOI 10.1093/nar/30.4.e15) (PMC=100354).